# Meldonium

Le Meldonium (également connu sous les noms de Mildronate, THP, MET-88, Mildronāts ou Quaterine) est un médicament anti-ischémique utilisé cliniquement. Il est actuellement fabriqué et commercialisé par Grindeks, une société pharmaceutique basée en Lettonie. Développé en 1975, son usage est autorisé dans les pays baltes et en Russie, mais n'est pas approuvé dans le reste de l'Europe ni aux États-Unis.

## Dopage

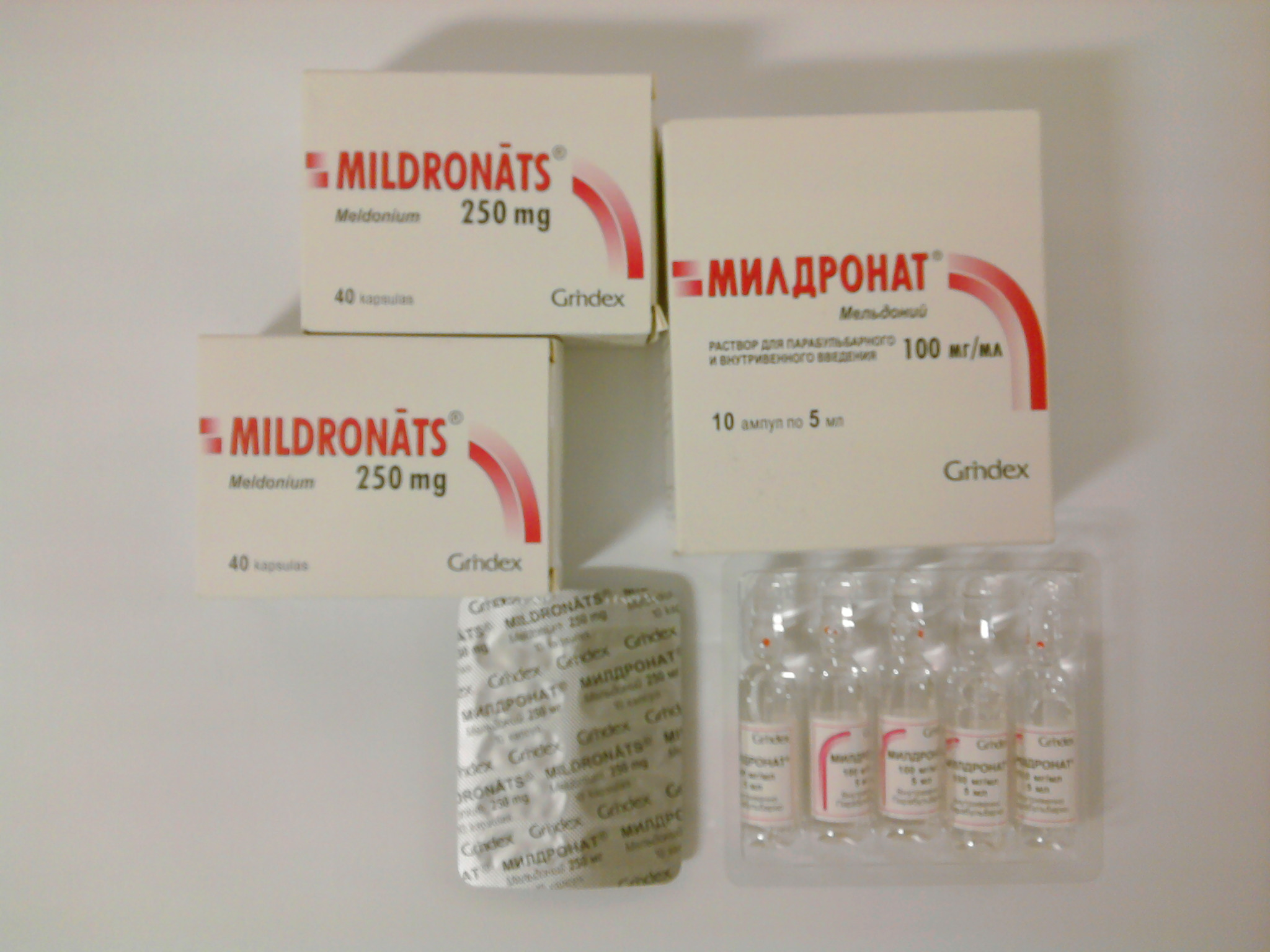
L'emballage du Mildronate (capsules de 250 mg N60) et (Injection 10% 5 ml N10).

En 2015, de très nombreux athlètes déclarent utiliser le Meldonium qui permet de récupérer plus rapidement après des efforts physiques importants. Le Centre de recherche préventive sur le dopage de Cologne détecte du Meldonium dans 2,2 % des échantillons d'urine de sportifs professionnels, particulièrement dans les sports de force et d'endurance.
Depuis janvier 2016, l'Agence mondiale antidopage (AMA) l'a inscrit sur la liste des substances interdites d'utilisation par les sportifs. 
Après cette interdiction, dans les pays consommateurs, de nombreux athlètes sont contrôlés positifs au Meldonium, ou soupçonnés de l'être. Par exemple, la nageuse russe Yuliya Efimova, la patineuse Ekaterina Bobrova, le marathonien Endeshaw Negesse, l'haltérophile Ruza Kuzieva et la coureuse Abeba Aregawi sont contrôlés positifs,,. L'annonce du contrôle positif de Maria Sharapova est particulièrement médiatisé. Peu après, toute l'équipe de Russie de moins de 18 ans de hockey sur glace est remplacée à la veille des championnats du monde de 2016, le Meldonium y étant utilisé systématiquement durant les deux années précédentes (soit, pour certains joueurs, depuis leurs 14 ans). Le scandale frappe de nombreux sports, comme le cyclisme, la natation, l'athlétisme, le biathlon, le rugby, le patinage, le curling.
Depuis mars 2016, l'athlétisme connait de nombreux tests positifs : le 20 mars, c'est la coureuse de 800 m Nataliya Lupu (Ukraine) qui est testée positive pour la 2de fois de sa carrière au Meldonium après 2014. Le 12 et 14 avril respectivement, la Roumaine Elena Mirela Lavric, spécialiste du 400 m et l'Ukrainienne Anastasiya Mokhnyuk (heptathlon) ont été révélées positives au Meldonium, toutes les deux lors des mondiaux en salle le 20 mars. En mai, c'est aussi le cas du sauteur en hauteur roumain Mihai Donisan.
Selon l'Agence mondiale antidopage, le temps d'élimination du Meldonium par le corps humain n'est pas encore connu, ce qui pousse quelques fédérations à sursoir en mai 2016 à des sanctions contre des sportifs contrôlés positifs.